# Щавін-Косьцельни (Мазовецьке воєводство)
Щавін-Косьцельни (пол. Szczawin Kościelny) — село в Польщі, у гміні Щавін-Косьцельни Ґостинінського повіту Мазовецького воєводства.
Населення — 574 особи (2011).
У 1975-1998 роках село належало до Плоцького воєводства.

## Демографія
Демографічна структура станом на 31 березня 2011 року:
|          | Загалом | Допрацездатний вік | Працездатний вік | Постпрацездатний вік |
| -------- | ------- | ------------------ | ---------------- | -------------------- |
| Чоловіки | 284     | 53                 | 214              | 17                   |
| Жінки    | 290     | 35                 | 205              | 50                   |
| Разом    | 574     | 88                 | 419              | 67                   |